# Barygenys
Barygenys – rodzaj płazów bezogonowych z podrodziny Asterophryinae w rodzinie wąskopyskowatych (Microhylidae).

## Zasięg występowania
Rodzaj obejmuje gatunki występujące na wysokich wzniesieniach zachodnich wyżyn Papui-Nowej Gwinei do archipelagu Louizjad; spodziewany w sąsiedniej prowincji Papua w Indonezji.

## Systematyka

### Etymologia
Barygenys: gr. βαρυς barus „silny, potężny”; γενυς genus, γενυος genuos „szczęka, żuchwa”.

### Podział systematyczny
Do rodzaju należą następujące gatunki:
- Barygenys apodasta Kraus, 2013
- Barygenys atra (Günther, 1896)
- Barygenys cheesmanae Parker, 1936
- Barygenys exsul Zweifel, 1963
- Barygenys flavigularis Zweifel, 1972
- Barygenys maculata Menzies & Tyler, 1977
- Barygenys nana Zweifel, 1972
- Barygenys parvula Zweifel, 1981
- Barygenys resima Kraus, 2013